# 伊比利亞新鰩
伊比利亞新鰩（學名：Neoraja iberica），為軟骨魚綱鰩目鰩科新鰩屬的一種，分布於東北大西洋西班牙及葡萄牙海域，深度270至784公尺，本魚體盤倒心形，吻端有短的三角形突起，體盤和後腹葉赭石色至灰棕色或深灰色，背面裝飾有許多深棕色斑點，體長可達35公分，棲息在大陸坡海域，為底棲性魚類，肉食性，卵生，生活習性不明。